# Pointe des Martinets
Pour les articles homonymes, voir Martinet.
La pointe des Martinets est un sommet des Alpes vaudoises.

## Toponymie
Le nom de la montagne vient des martinets, un nom désignant plusieurs espèces d'oiseaux[réf. nécessaire]. La pointe a donné son nom au col et au glacier situé en dessous.

## Géographie
La pointe culmine à 2 653 mètres d'altitude. Elle domine le vallon de Nant à l'est, le vallon de Javerne au nord, tous deux sur la commune de Bex, et le village de Morcles dans la vallée du Rhône à l'ouest. Le sommet est situé sur la même crête que la pointe des Savolaires et la dent de Morcles. Elle est au-dessus du glacier et du col du même nom.

## Ascension
Le mont est apprécié des randonneurs et des amateurs de ski de randonnée. L'ascension peut se faire depuis le versant nord ou depuis le col des Martinets.
Sous le sommet se trouvent d'anciens baraquements militaire encastrés dans la roche pouvant servir d'abri en cas de mauvaises conditions météorologiques.